# Sammlerausweis
Als Sammlerausweis wird umgangssprachlich ein postamtliches, in der Regel gebührenpflichtiges Dokument (Ausweis zum Bezug von Postwertzeichen) bezeichnet, das Briefmarkensammler und sonstige Postkunden berechtigte, laufend eine bestimmte Anzahl von Sonderpostwertzeichen (Sondermarken, Blocks und Kleinbogen), aber auch Dienstmarken, Ganzsachen und Ersttagsbriefumschläge von einer Post innerhalb einer festgelegten Abholfrist zu beziehen.

## Sammlerausweise der Deutschen Reichspost (1943–1945)
Aus der Zeit des Dritten Reichs sind von der Reichspost in den letzten drei Kriegsjahren verwendete Sammlerausweise bekannt. Die Einführung der Ausweise dürfte Anfang 1943 gewesen sein. Zunächst kamen mangels zentral gelieferter Vordrucke örtliche Behelfsausgaben zum Einsatz.

Es handelte sich um beigefarbene postamtliche Formulare, die zum Teil regional hergestellt wurden und zumeist Druckvermerke von 1943 aufweisen (z. B. 2.43 (RPD Frankfurt am Main), 6.43 oder 56.43). Die Ausweise waren mit einem Adressfeld für den Bezieher der Postwertzeichen und grundsätzlich rückseitigen Entwertungsfeldern versehen, auf denen der erfolgte Bezug durch das Anbringen eines Tagesstempels vermerkt wurde. Es kommen jedoch auch Ausweise in größerem Format mit nur einseitigem Druck vor. Ein Ausweisformular (Stempeldatum: 9. Dezember 1943) in der Farbe Lila wurde von der RPD Saarbrücken verwendet (DV: RPD Saarbr. Nr. 47). Mit dem gebührenpflichtigen Ausweis (1 RM) konnten jeweils 20 Ausgaben von Sondermarken, Postkarten und Dienstmarken bezogen werden; teilweise waren auf den Formularen Dienstmarken nicht mit aufgeführt. Eine Bindung der Ausgaben an bestimmte Entwertungsfelder war nicht gegeben. Der Ausweis wurde erneuert, wenn alle 20 Felder abgestempelt waren. Die Postkunden mussten die Ausgaben innerhalb von 14 Tagen nach dem Erstausgabetag abholen. Aufgrund von kriegsbedingtem Materialmangel kam es nicht selten zur Verwendung von Aushilfsformularen für Sammlerausweise.
 
Bislang ist anhand des Stempeldatums die Volkssturm-Marke vom Februar 1945 als letzte abgeholte Ausgabe bekannt. Die nächste Ausgabe von Sondermarken am 20. April 1945 fiel nämlich mit der Schlacht um Berlin und damit fast mit der Kapitulation des Deutschen Reiches zusammen. Die in der Staatsdruckerei Wien hergestellten Marken dürften damit kaum noch in den postamtlichen Verkehr (Verkauf und postalische Verwendung) gelangt sein.

Formulare für 1944 und 1945 verwendete Sammlerausweise
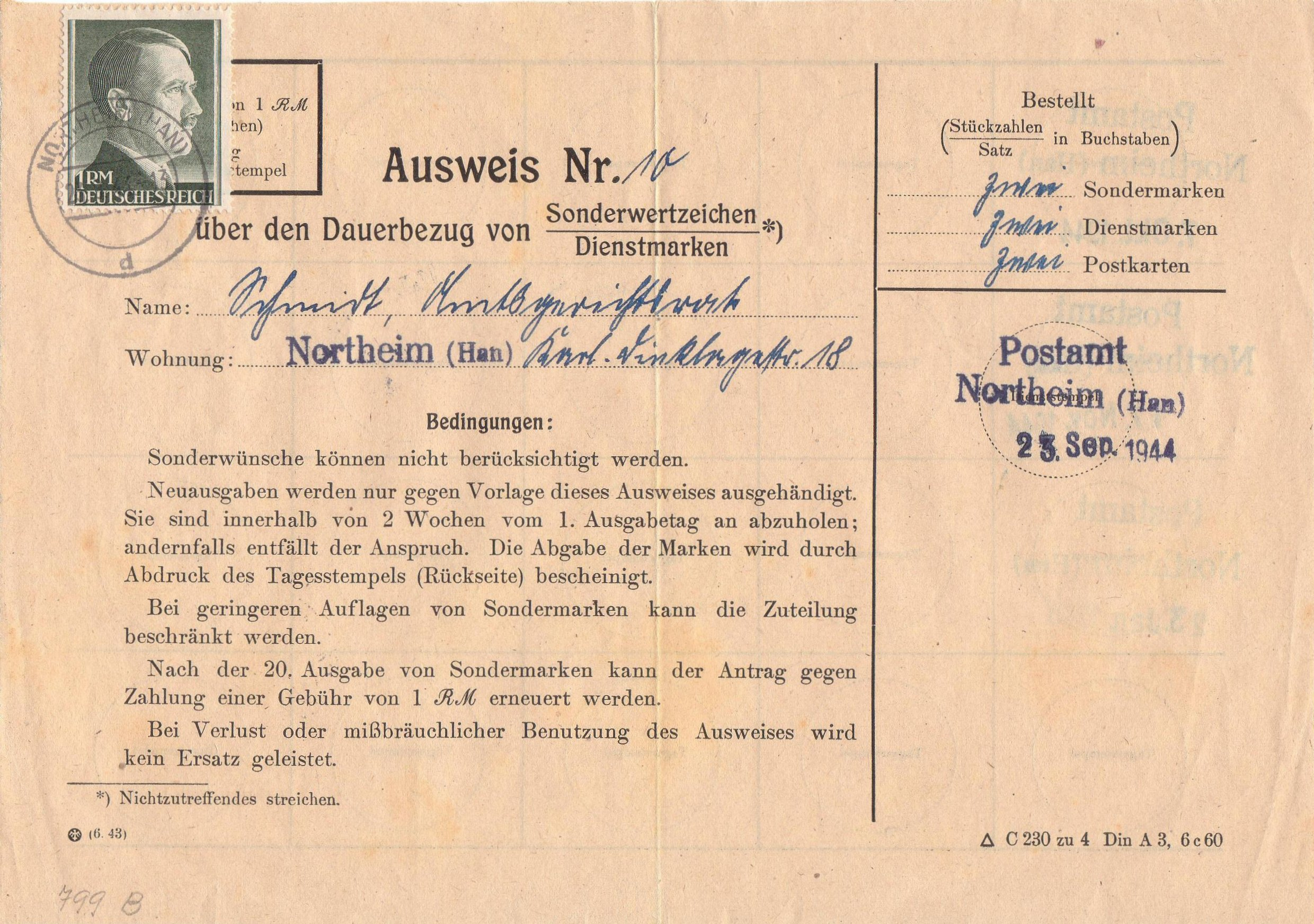
Formular mit Druckvermerk 6.43 (Vorderseite), ausgefertigt für 2 Briefmarkensätze
Aushilfsformular (Vorderseite), ausgefertigt für 10 Briefmarkensätze
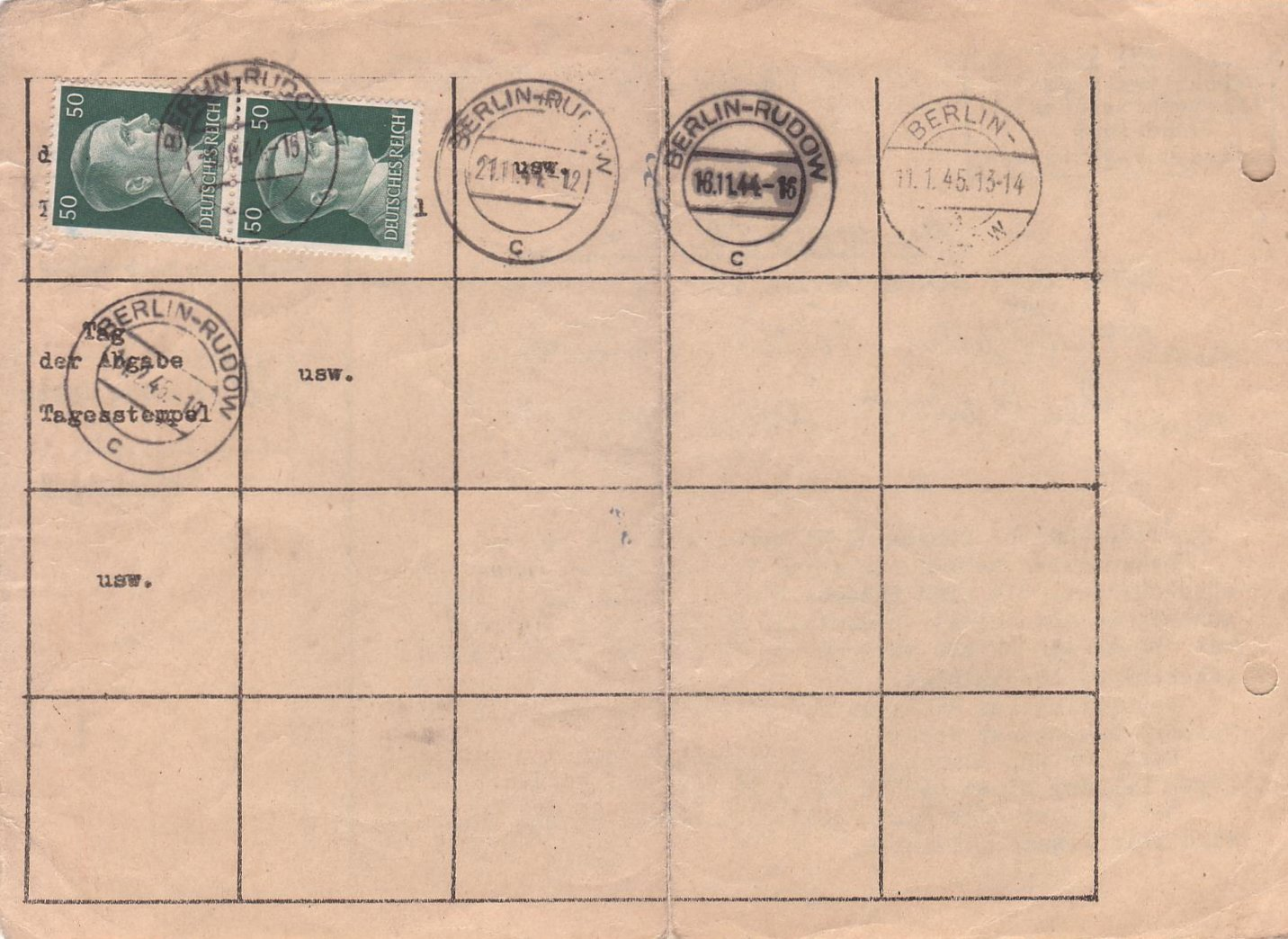
Aushilfsformular (Rückseite), verwendet bis zur Ausgabe Volkssturm vom Februar 1945

## Sammlerausweise der Deutschen Post der DDR (1. Januar 1953–1990)

### Vorbemerkungen

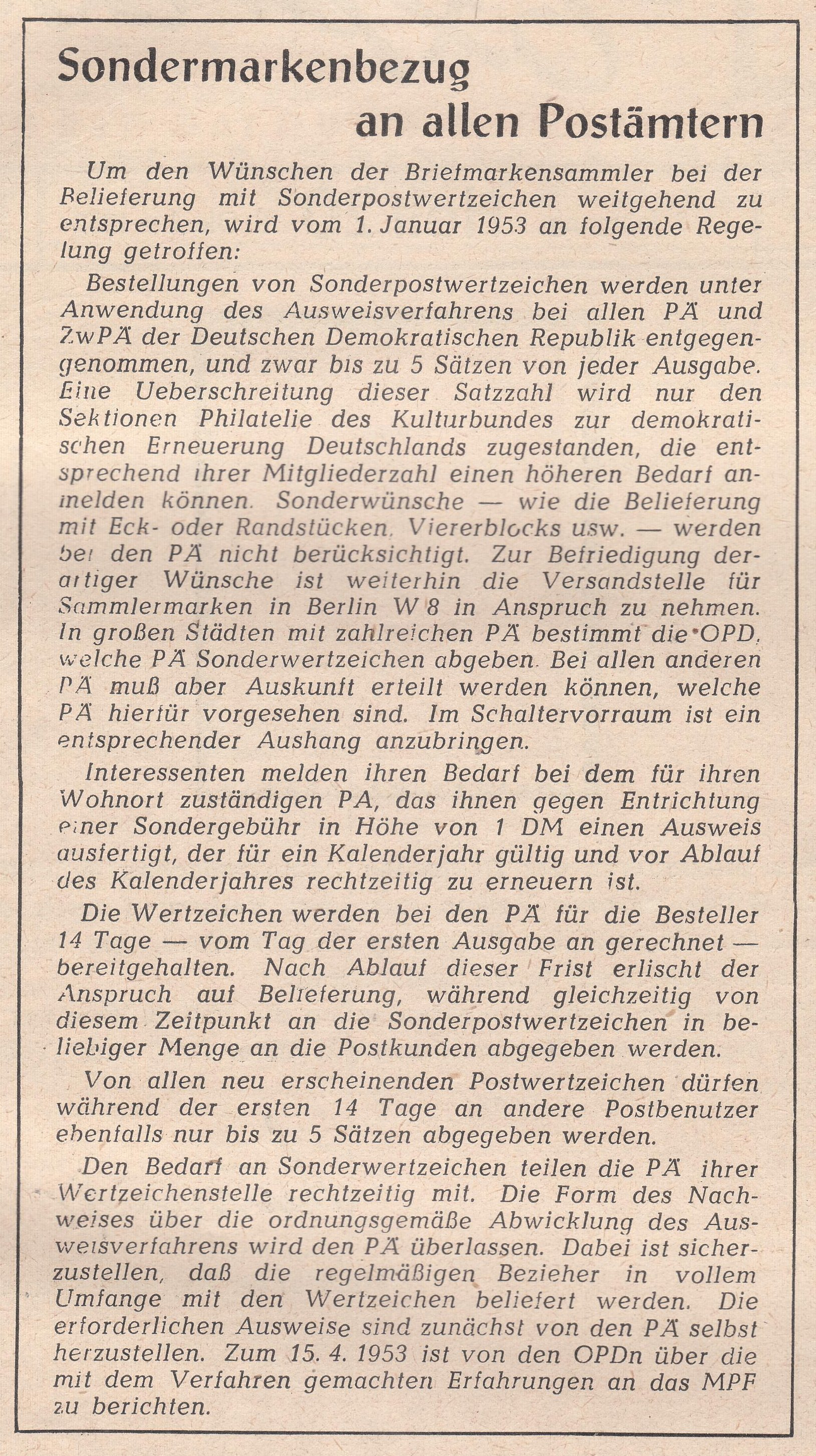
Postamtliche Ankündigung der Ausgabe von Sammlerausweisen ab 1. Januar 1953

Wohl auch angesichts der aus der Zeit des Dritten Reichs mit Sammlerausweisen vorliegenden Erfahrungen erschien der DDR-Post die Einführung gebührenpflichtiger „Ausweise über den Dauerbezug von Sonderwertzeichen“ in der Deutschen Demokratischen Republik als probates Mittel, um die Anfang der 1950er Jahre um sich greifenden spekulativen Aufkäufe von Sondermarken durch Händler und Privatkunden einzudämmen. Aufgrund dieser über fast vier Jahrzehnte, bis 1990, andauernden Praxis beim Verkauf von Sonderpostwertzeichen erlangten Sammlerausweise breite Bekanntheit auch in nichtphilatelistischen Kreisen der deutschen Bevölkerung. 1955 wurde der ausweisgebundene Bezug zusätzlich mit einer vorgenommenen Absenkung der Auflage einzelner Sonderpostwertzeichen (sog. Wert in geringer Auflage) verbunden, so dass ohne den Sammlerausweis grundsätzlich kein vollständiger Erwerb aller Sonderpostwertzeichen der DDR-Post möglich war. Die Verwendung von Sammlerausweisen in der DDR ist vor dem Hintergrund der deutschen Teilung im Ergebnis des Zweiten Weltkrieges zu sehen und hatte handelspolitische Gründe (Näheres siehe bei Wert in geringer Auflage (Sperrwert)). Mit Wirkung vom 1. Januar 1953 wurde aus den vorgenannten Gründen in der DDR zum Dauerbezug von Sonderpostwertzeichen ein Ausweisverfahren eingeführt.

### Ausweistyp I
Entsprechend der Regelung des Postministeriums zur Ausgabe von Sammlerausweisen ab 1. Januar 1953 waren die Postämter bis zur Bereitstellung postamtlicher Formulare gehalten, selbst für die Herstellung entsprechender Ausweise – sicher nach einem zentral vorgegebenen Muster – Sorge zu tragen (vergleiche die Abbildung der hektographierten Aushilfsausgabe). Bis zum 15. April 1953 sollten dann die Oberpostdirektionen (OPD) über die Erfahrungen der ihnen unterstellten Postämter beim Einsatz der Sammlerausweise gegenüber dem DDR-Postministerium  berichten.
Der Ausweis, dessen beigefügte Hinweistexte im Laufe der Jahre leicht variierten, wurde in der ersten Verwendungsperiode von 1953 bis 1968 gegen eine Gebühr von 1 DM ausgegeben und war für 15 Sonderausgaben gültig, die innerhalb von 14 Tagen abgeholt werden mussten. Wie in der Zeit von 1943 bis 1945 wurde der erfolgte Bezug der Sondermarken durch das Anbringen eines Tagesstempels auf der Rückseite des Sammlerausweises vermerkt. Auch hier war eine Bindung der Ausgaben an bestimmte Entwertungsfelder nicht gegeben. Es kam zu einer Erneuerung des Ausweises, wenn alle vorhandenen Felder abgestempelt waren.
Die Anzahl der bestellten Ausgaben wurde handschriftlich in das Formular eingetragen. Obwohl laut der abgebildeten postamtlichen Ankündigung der Bezug auf maximal fünf Ausgaben beschränkt werden sollte, liegt ein Sammlerausweis von 1955 vor, mit dem 10 vollständige Sätze abgeholt werden konnten. Allerdings behielt sich die Post das Recht zu Kürzungen vor, wenn geringere Markenmengen bei den Postämtern verfügbar waren. Ende der 1950er Jahre lag wohl tatsächlich die Obergrenze des Bezugs bei 5 Sätzen von jeder Ausgabe.
Der Dauerbezug wurde ab 1. Januar 1954 um den Bezug von Ersttagsbriefumschlägen und Ganzsachen (Postkarten) erweitert. Dienstmarken konnten zu keiner Zeit in der DDR über die normalen Postämter bezogen werden. Da Ersttagsbriefumschläge für die Sonderausgaben ab 23. September 1958 in ausreichender Zahl zur Verfügung standen und damit die Nachfrage voll befriedigt werden konnte, wurden ab 1. Oktober diese Umschläge beim Ausweisverfahren nicht mehr als Bezug von Sonderpostwertzeichen angerechnet.
Alle bisherigen Verfügungen zum Verkauf und der Dauerbezug von Postwertzeichen der DDR wurden mit Wirkung vom 1. September 1959 neu geregelt: Der Verkauf von Sonderpostwertzeichen war weiterhin in Mengen bis zu 5 Stück je Ausgabe an einen Käufer zulässig. Die Marken konnten bei den Postämtern im Ausweisverfahren oder bei der Versandstelle in Berlin bezogen werden. Die genaue Regelung umfasste 11 Seiten mit Information. Für die Mitarbeiter der Deutschen Post wurden die Sammlerausweise zum Bezug von Postwertzeichen ab 1. Mai 1960 gebührenfrei ausgestellt.
Ab 1966 empfiehlt die Deutsche Post den Dauerbeziehern im Ausweisverfahren bei längerer Abwesenheit vom Wohnsitz, entweder den Bezug zu einem neuen Postamt überweisen zu lassen oder Kunde bei der Versandstelle zu werden.

Sammlerausweis Typ I
Juni 1953: Vorderseite mit Hinweisen, Gebühr 1 DM (Hektographie)
Rückseite mit Entwertungsspalten
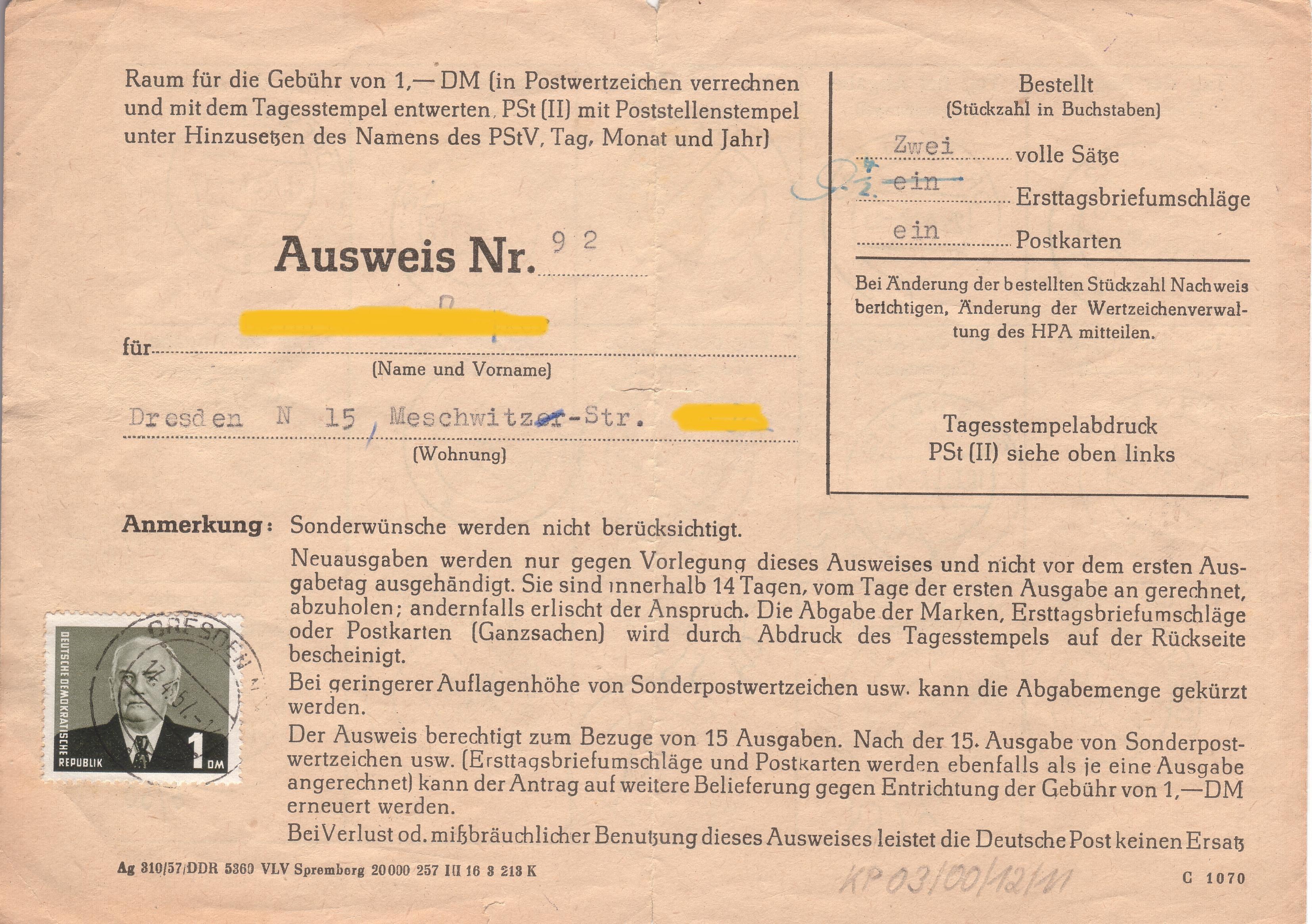
1957: Vorderseite mit Hinweisen, Gebühr 1 DM (Druck)
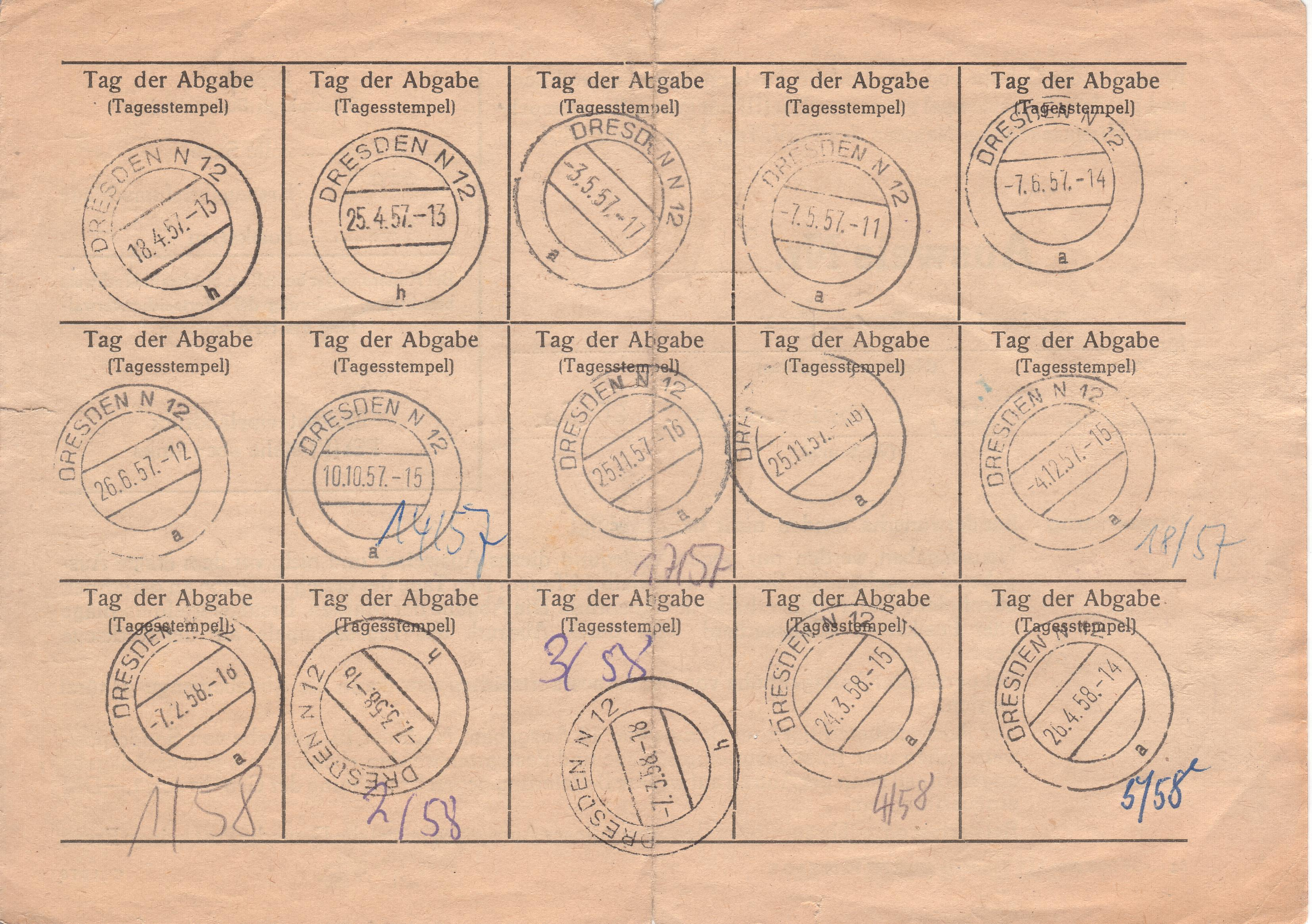
Rückseite mit Entwertungsfeldern

### Ausweistyp II
Ein neuer Ausweistyp II auf kräftigerem Papier und in den Vordruckfarben schwarz, rot und grün wurde 1969 eingeführt. Die Abgabemenge war nun auf 3 Sätze begrenzt worden, und für die unterschiedlichen Bezugshöhen wurden von vornherein unterschiedliche Vordrucke (1 bis 3 Sätze) verwendet. Die für 30 Ausgaben gültigen Ausweise kosteten 2 Mark; die Gebührenhöhe pro Ausgabe blieb also unverändert. Bei der Abholung der Marken wurde nun ein nummerierter Kupon, der jeweils an eine bestimmte Sonderausgabe gebunden war, von der Post vom Ausweis abgetrennt und einbehalten. Die jeweils auf dem Formular ausgewiesene Abholfrist schwankte nun zwischen 15 und 16 Tagen, 1990 betrug sie 15 Tage. Die Verlängerung der Abholfrist dürfte im Zusammenhang mit der Einführung der 5-Tage-Arbeitswoche 1967 stehen, da auch die meisten Postämter nun an Sonnabenden geschlossen waren, worauf der Ausweistext auch hinwies.

Sammlerausweis Typ II (1985)
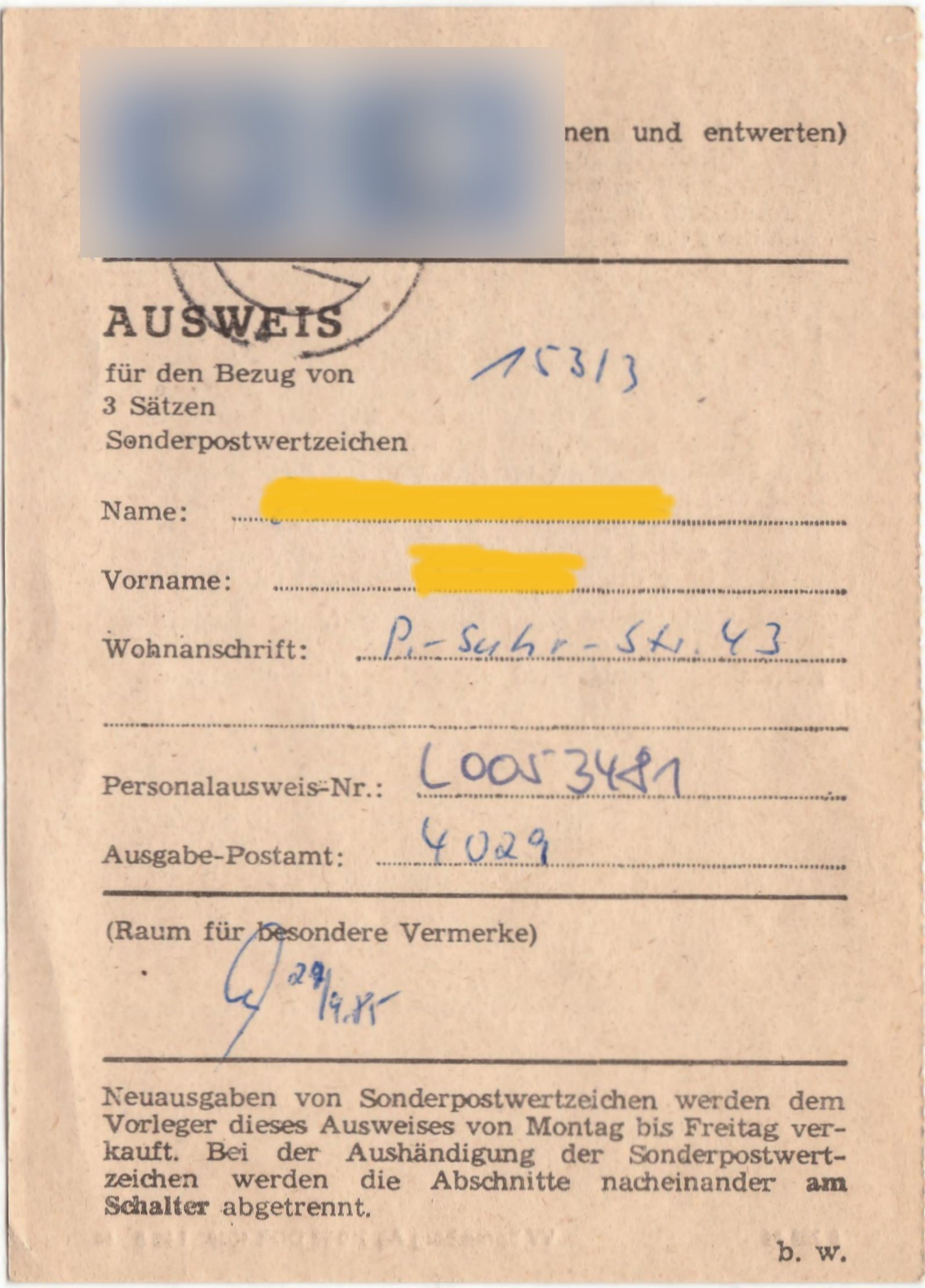
Vorderseite, Gebühr 2 M
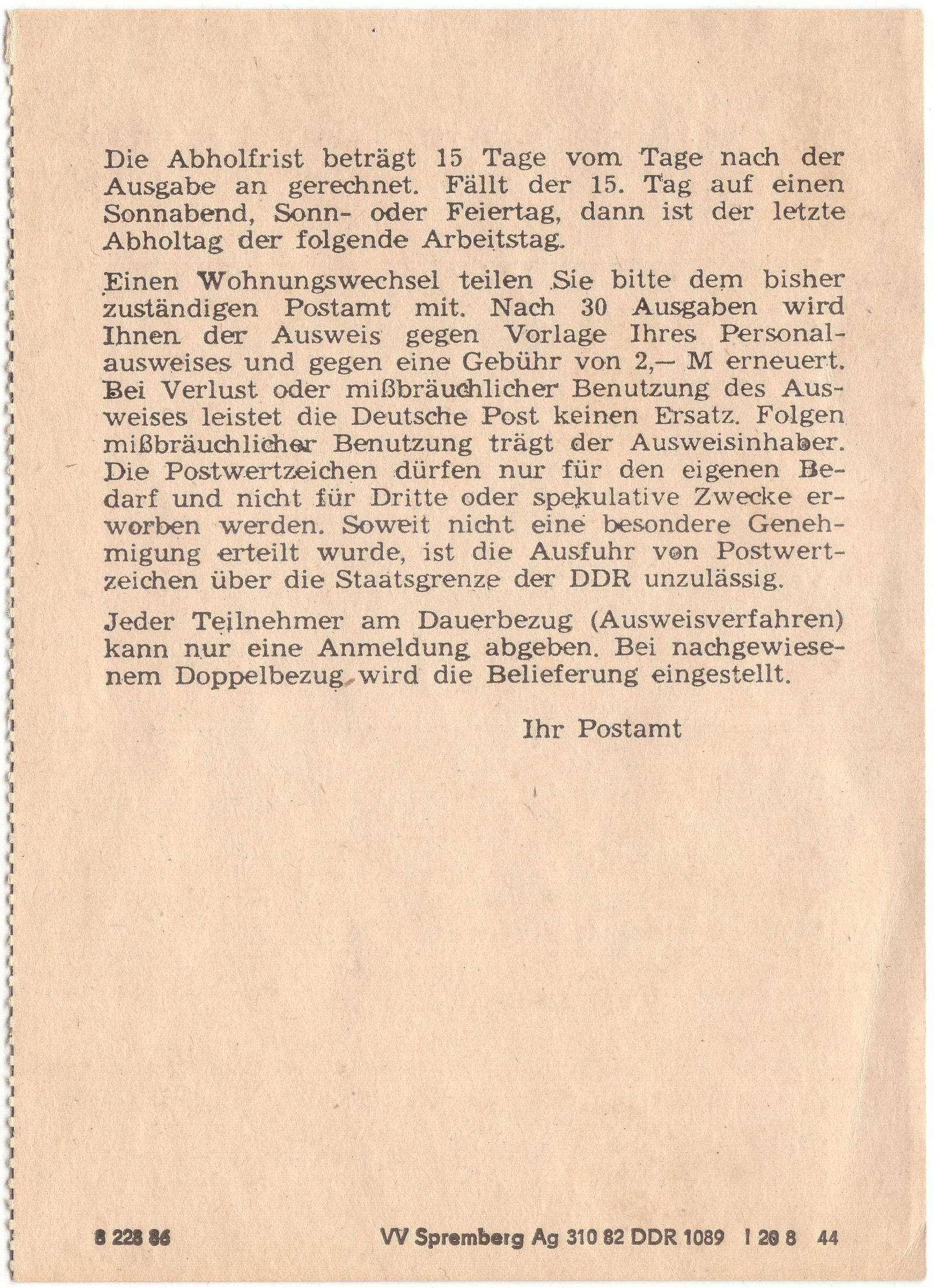
Rückseite mit Hinweisen
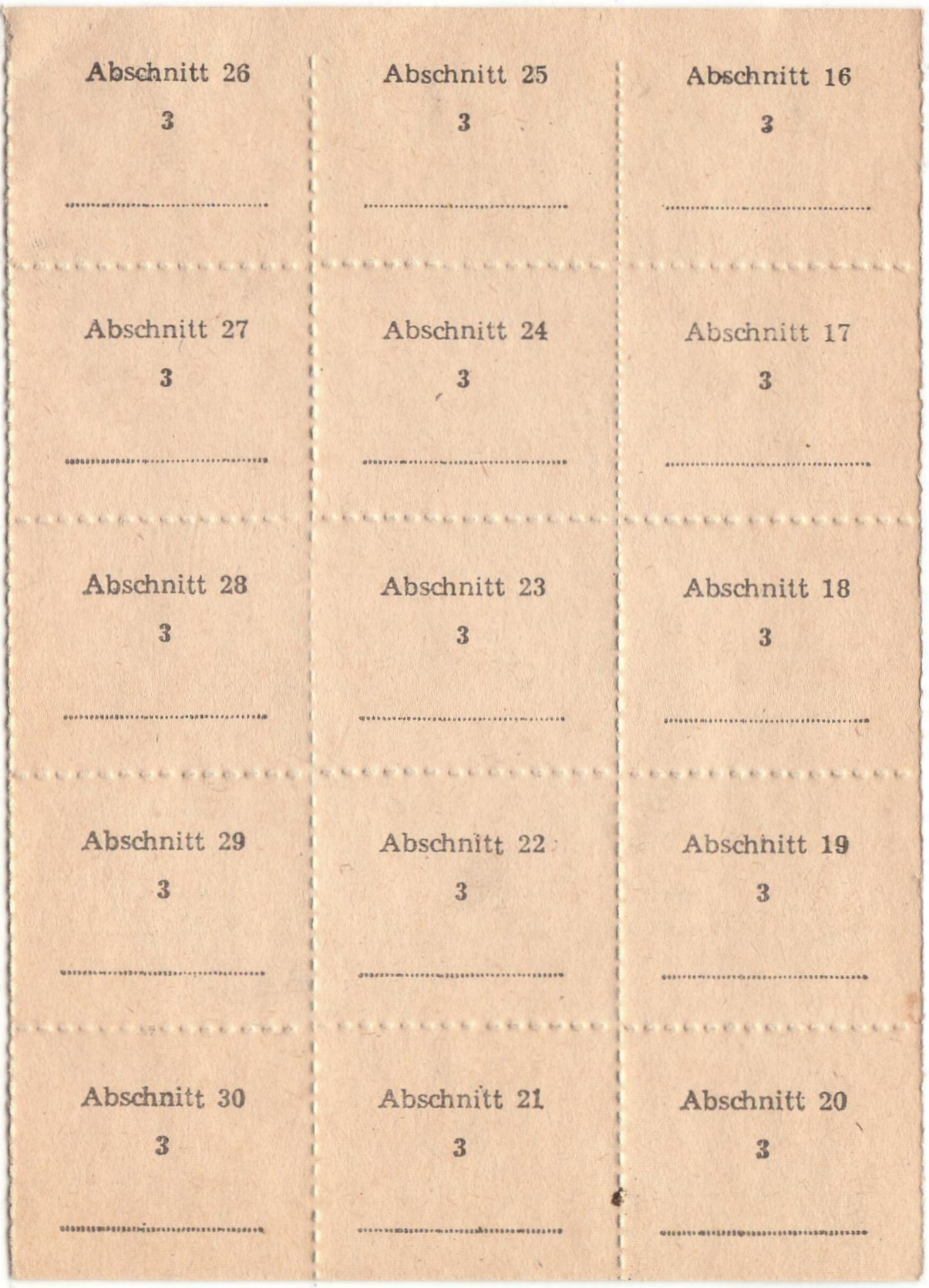
Abschnittsteil

### Neuregelung beim Ausweisverfahren anlässlich der Währungs-, Wirtschafts- und Sozialunion 1990
Zum 1. Juli 1990 wurden die Verkaufsbestimmungen für Postwertzeichen und philatelistische Souvenirs dahingehend verändert, dass von diesem Zeitpunkt ihre Abgabemenge nicht mehr begrenzt war. Es gab auch keine Werte in geringer Auflage mehr, vielmehr bestimmte sich die Auflagenhöhe allein nach postalischen Erfordernissen unter Berücksichtigung auch des Bedarfs der Sammler an Briefmarkenneuheiten. Das Verbot des Verkaufs ganzer Bogen von Sonderpostwertzeichen wurde aufgehoben, jedoch blieb der Bezug von Sonderpostwertzeichen im Ausweisverfahren bei den Postämtern und Poststellen im Interesse der Dauerbezieher bis zum Ablauf des Sammlerausweises nach den bisherigen Festlegungen bestehen. Neue Anmeldungen wurden für den Schalterbezug nun nicht mehr angenommen – der Sammlerausweis hatte seine Bedeutung verloren.

## Ausstellungseintrittskarten als Sammlerausweis
Insbesondere vor 1945 wurden die damals noch recht zurückhaltend und in vergleichsweise geringen Auflagen von den Postverwaltungen emittierten Sonderblockausgaben nicht selten nur im Zusammenhang mit dem Besuch einer Briefmarkenausstellung unter Vorlage einer Eintrittskarte abgegeben. Diese fungierte damit im weiteren Sinne auch als Sammlerausweis. Im deutschsprachigen Raum begann diese Praxis bei der Reichspost 1930 mit dem Block zur IPOSTA 1930 in Berlin. Dieser Ausgabe folgten Österreich 1934 mit dem WIPA-Block (Internationale Postwertzeichen-Ausstellung) und die Schweiz mit dem Block zur „NABA“ (Nationale Briefmarken-Ausstellung) 1934 in Zürich. Die drei Blockausgaben waren jeweils die ersten der betreffenden Postverwaltungen.
Im August 1949 wurde beim Sonderblock der Sowjetischen Besatzungszone zum 200. Geburtstag von J. W. von Goethe erneut auf die Bindung des Blockerwerbs an eine Eintrittskarte zur Goethe-Ausstellung in Weimar zurückgegriffen. Allerdings gab es nun die Ausgabe auch am Sammlerschalter in Ost-Berlin W 8.